# Montours
Montours era un comune francese di 1 012 abitanti situato nel dipartimento dell'Ille-et-Vilaine nella regione della Bretagna. 
Il 1º gennaio 2017 si fuso con Coglès e La Selle-en-Coglès per formare il nuovo comune di Portes-du-Coglais di cui è capoluogo.

## Società

### Evoluzione demografica
Abitanti censiti